# 顏卓彬
顏卓彬（Ngan Cheuk Pan，1998年1月22日－），生於香港，香港足球運動員，司職防守中場及中堅，現時效力香港超級聯賽球會大埔。

## 早年生活
顏卓彬生於香港，小時居於將軍澳並在該區踢球，10歲前踢過西貢青年區隊。
顏卓彬於2008年5月加入香港巴塞足球學校（傑志的青訓系統），接受專業足球訓練，屬該學校第一代學員。青年時期，顏卓彬除了代表傑志在足總青年聯賽中比賽，亦常赴歐洲參加青年比賽，又代表香港各級青年隊與不同亞洲球隊對陣。
顏卓彬於2014年12月的「NIKE MOST WANTED大中華區足球選拔賽」突圍而出，與北京代表取得出線資格，挑戰各地精英球員。
顏卓彬中學就讀於傳統名校聖若瑟書院，高中轉到與傑志有合作計劃的仁濟醫院董之英紀念中學，使他能配合參與傑志一隊的訓練日程。
中學畢業後，顏卓彬到美國升學，於堪薩斯州中美拿撒勒大學修讀運動管理課程。2019年，他轉到隸屬於NCAA第1級別的紐約州聖文德大學就讀。2020年年中，顏卓彬因新冠疫情持續未能返美，暫停學業。2021年夏天，顏卓彬重回中美拿撒勒大學，完成大學最後一年課程，該年為學校球隊打進全國賽。
留洋期間，每當大學有長假期，他都會回港隨傑志訓練。雖然他曾獲美職聯預備聯賽球會接洽，但由於對方只提供短期合約而未有下續。

## 球會生涯
2015年7月，17歲的顏卓彬與三名青年軍隊友播磨浩謙，鄭展龍及羅梓駿獲傑志提升上一隊。顏卓彬於2015年10月21日對東方的菁英盃分組賽中正選上陣，完成職業生涯地標戰，首季在本地和亞洲賽事中獲得10場上陣機會。
2016/17年賽季，顏卓彬上陣時間大減，只曾在菁英盃、足總盃和亞冠盃外圍賽各上陣一場。2017年夏天，中學畢業的顏卓彬雖獲港超球會夢想FC提出借用，但他選擇到美國升學，暫別香港球壇。
2020/21年賽季，顏卓彬短暫回歸傑志，但未獲得很多上陣機會，他曾隨傑志赴泰國參與亞冠盃分組賽，在對廣州恒大一役中正選上陣。季後他便照原定計劃返回美國，完成最後一年大學課程。
2022/23年賽季，大學畢業的顏卓彬正式重返香港球壇。回歸傑志的他獲得長足的上陣機會，隨球隊成為本地賽事三冠王（聯賽、高級組銀牌及足總盃），其中他於高級組銀牌決賽正選上陣。
2023/24年賽季，由於球隊中場位置競爭激烈，顏卓彬為尋求更穩定上陣機會，外借至聯賽榜末球會深水埗。為深水埗擔當隊長的他全季接近全勤上陣，更帶領這支實力較弱的球隊一路殺進足總盃決賽。顏卓彬於決賽交出兩球助攻，唯最後於加時賽不敵東方，無緣錦標。
2024/25年賽季，顏卓彬回歸傑志，在隊友陳俊樂因傷缺陣下，他成為球隊的主力之一。
2025/26年賽季，顏卓彬轉投大埔。

## 國際賽生涯
2014年10月，顏卓彬代表香港U16首次勇闖亞少盃決賽周，最終在泰國舉行的決賽週分組賽事中三戰皆敗，無緣晉級。2015年，顏卓彬代表香港U18出戰亞青盃外圍賽。2019年，顏卓彬代表香港U22赴蒙古出戰U-23亞洲盃外圍賽賽。
2023年3月，顏卓彬首次入選香港隊，並於主場對陣新加坡的國際足球友誼賽中首次代表香港隊上陣。

## 生涯統計

### 球會
最後更新：2025年1月31日
| 效力球會       | 球季     | 聯賽     | 聯賽 | 聯賽 | 足總盃 | 足總盃 | 高級組銀牌 | 高級組銀牌 | 聯賽盃/菁英盃 | 聯賽盃/菁英盃 | 亞洲賽事 | 亞洲賽事 | 總計 | 總計 |
| 效力球會       | 球季     | 聯賽     | 上陣 | 入球 | 上陣   | 入球   | 上陣       | 入球       | 上陣          | 入球          | 上陣     | 入球     | 上陣 | 入球 |
| -------------- | -------- | -------- | ---- | ---- | ------ | ------ | ---------- | ---------- | ------------- | ------------- | -------- | -------- | ---- | ---- |
| 傑志           | 2015–16  | 港超     | 2    | 0    | –      | –      | –          | –          | 4             | 0             | 4        | 0        | 10   | 0    |
| 傑志           | 2016–17  | 港超     | –    | –    | 1      | 0      | –          | –          | 1             | 0             | 1        | 0        | 3    | 0    |
| 傑志           | 2020–21  | 港超     | 5    | 0    | –      | –      | –          | –          | 1             | 0             | 1        | 0        | 7    | 0    |
| 傑志           | 2022–23  | 港超     | 12   | 2    | 2      | 0      | 4          | 0          | 4             | 2             | –        | –        | 22   | 4    |
| 總計           | 總計     | 總計     | 19   | 2    | 3      | 0      | 4          | 0          | 10            | 2             | 6        | 0        | 42   | 4    |
| 深水埗（外借） | 2023–24  | 港超     | 19   | 0    | 4      | 0      | 2          | 0          | 9             | 0             | –        | –        | 34   | 0    |
| 總計           | 總計     | 總計     | 19   | 0    | 4      | 0      | 2          | 0          | 9             | 0             | –        | –        | 34   | 0    |
| 生涯總計       | 生涯總計 | 生涯總計 | 48   | 2    | 7      | 0      | 6          | 0          | 19            | 2             | 6        | 0        | 76   | 4    |

1. ↑  賽事因新冠病毒大流行而取消
2. ↑  賽事因新冠病毒大流行而取消

#### 代表隊
最後更新：2025年3月31日
| 代表隊 | 年份 | 上陣 | 入球 |
| ------ | ---- | ---- | ---- |
| 香港   | 2023 | 2    | 0    |
| 香港   | 2024 | 8    | 0    |
| 香港   | 2025 | 2    | 0    |
| 總數   | 總數 | 12   | 0    |

## 榮譽
傑志
- 香港超級聯賽冠軍（2016–17、2020–21季度、2022–23季度）
- 香港高級組銀牌冠軍（2016–17季度、2022–23季度）
- 香港足總盃冠軍（2016–17季度、2022–23季度）
- 香港聯賽盃冠軍（2015–16季度）

個人
- 賽馬會青少年足球推廣 香港島B2組最佳球員（2011）

## 外部連結
- 香港足球總會網頁球員資料 （页面存档备份，存于）